# اومی (خواننده)
اومی (انگلیسی: Omi؛ زادهٔ ۳ سپتامبر ۱۹۸۶) یک موسیقی‌دان اهل جامائیکا است. وی از سال ۲۰۱۲ میلادی تاکنون مشغول فعالیت بوده‌است. معروف‌ترین ترانهٔ اومی هلهله‌چی است که در زمان انتشارش به جدول پرفروش‌ترین‌های کشورهای مختلف راه یافت.